# 아베 마사아쓰
아베 마사아쓰(일본어: 阿部正篤, 1801년 10월 10일 ~ 1843년 4월 16일)는 일본 에도 시대의 다이묘로, 시라카와번의 2대 번주이다. 1807년에 태어났다고도 한다. 어릴적 이름은 후사마루(房丸)이며, 관위는 종5위하, 히다노카미이다.
기슈번주 도쿠가와 무네노부의 다섯째 아들인 마쓰다이라 요리오키의 아들로 태어났다. 1823년, 시라카와 번주 아베 마사노리가 사망하자, 양자가 되어 그 뒤를 이었다. 하지만 태어날 때부터 병약했던 탓에 1831년 음력 11월 20일, 양자 아베 마사아키라에게 번주직을 물려주고 은거하였다. 1843년에 사망하였다.
| 전임 아베 마사노리 | 제2대 시라카와번 번주 (아베 가문) 1823년 ~ 1831년 | 후임 아베 마사아키라 |